# Championnat de Malte de football 1981-1982
Navigation
Saison précédente Saison suivante
La saison 1981-1982 de Premier League Maltaise était la soixante-septième édition de la première division maltaise.
Lors de cette saison, le Paola Hibernians FC a conservé son titre de champion face aux sept meilleurs clubs maltais lors d'une série de matchs se déroulant sur toute l'année.
Les huit clubs participants au championnat ont été confrontés à deux reprises aux sept autres.
Le Paola Hibernians FC a été sacré champion de Malte pour la sixième fois.
Deux places étaient qualificatives pour les compétitions européennes, la troisième place étant celle du vainqueur du Trophée Rothman 1981-1982.

## Qualifications en coupe d'Europe
À l'issue de la saison, le champion a participé au premier tour de la Coupe des clubs champions 1982-1983.
Le finaliste du Trophée Rothman, le vainqueur étant le Paola Hibernians FC, a pris la place pour la Coupe des coupes 1982-1983.
Le troisième du championnat, le Sliema Wanderers FC étant qualifié en Coupe des coupes, a pris la place en Coupe UEFA 1982-1983.

## Les huit clubs participants
| Club                | Stade             | Capacité | Ville      |
| ------------------- | ----------------- | -------- | ---------- |
| Floriana FC         | -                 | -        | Floriana   |
| Gzira United FC     | -                 | -        | Gzira      |
| Hamrun Spartans     | Victor Tedesco    | 6 000    | Hamrun     |
| Paola Hibernians FC | Hibernians Ground | 8 000    | Paola      |
| Senglea Athletic    | -                 | -        | Bormla     |
| Sliema Wanderers FC | Guze Fava Ground  | 4 000    | Sliema     |
| La Vallette FC      | -                 | -        | La Valette |
| Zurrieq FC          | -                 | -        | Zurrieq    |

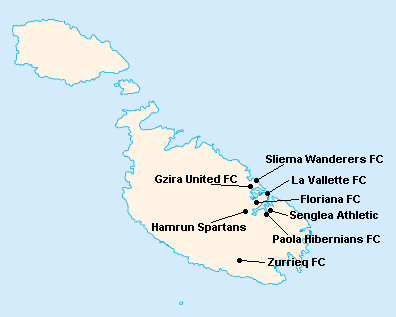
Localisation des clubs engagés dans le championnat.

L'île de Malte étant relativement petite, les clubs évoluent tous au stade National Ta'Qali (17 400 places). Certain cependant ont leur propre enceinte qu'ils peuvent éventuellement utiliser.

## Compétition

### Classement
| Rang | Équipe                      | Pts | J  | G  | N | P  | Bp | Bc | Diff |
| ---- | --------------------------- | --- | -- | -- | - | -- | -- | -- | ---- |
| 1    | Paola Hibernians FC (T) (C) | 26  | 14 | 12 | 2 | 0  | 36 | 7  | +29  |
| 2    | Sliema Wanderers FC         | 18  | 14 | 8  | 2 | 4  | 24 | 20 | +4   |
| 3    | Zurrieq FC                  | 16  | 14 | 7  | 2 | 5  | 19 | 13 | +6   |
| 4    | Floriana FC                 | 16  | 14 | 7  | 2 | 5  | 22 | 15 | +7   |
| 5    | La Vallette FC              | 13  | 14 | 5  | 3 | 6  | 17 | 18 | -1   |
| 6    | Hamrun Spartans             | 12  | 14 | 5  | 2 | 7  | 19 | 23 | -4   |
| 7    | Senglea Athletic (P)        | 10  | 14 | 4  | 2 | 8  | 13 | 27 | -14  |
| 8    | Gzira United FC (P)         | 1   | 14 | 0  | 1 | 13 | 7  | 34 | -27  |

| Légende : Qualifications et relégations | Légende : Qualifications et relégations                                                     |
| --------------------------------------- | ------------------------------------------------------------------------------------------- |
|                                         | Coupe des clubs champions 1982-1983 (1er Tour)                                              |
|                                         | Coupe des coupes 1982-1983 (1er Tour)                                                       |
|                                         | Coupe UEFA 1982-1983 (1er Tour)                                                             |
|                                         | Relégation en First Division Maltaise                                                       |
|                                         | (T) : Tenant du titre 1980-1981 (P) : Promu en 1980-1981 (C) : Vainqueur du Trophée Rothman |

## Bilan de la saison
| Tableau d'Honneur       |                     |
| Compétition             | Vainqueur           |
| Premier League Maltaise | Paola Hibernians FC |
| Trophée Rothman         | Paola Hibernians FC |

| Qualifications européennes 1982-1983 |                     |
| Coupe des clubs champions            | Qualifiés           |
| 1er tour                             | Paola Hibernians FC |
| Coupe des coupes                     | Qualifiés           |
| 1er tour                             | Sliema Wanderers FC |
| Coupe UEFA                           | Qualifiés           |
| 1er tour                             | Zurrieq FC          |

| Promotions et relégations           |                                  |
| Relégués en First Division Maltaise | Senglea Athletic Gzira United FC |
| Promus de First Division Maltaise   | Rabat Ajax Zebbug Rangers FC     |